# Flugzeugbau Max Gerner
Flugzeugbau Max Gerner var en tysk flygplanstillverkare.
Max Gerner som tidigare arbetat för Richard Dietrich Flugzeugbau startade 1928 Flugzeugbau Max Gerner i Frankfurt. 1 januari 1934 slog man sig samman med Adler-Weke AG och startade Adler Flugzeugbau.   
Josef Jacobs utsågs till det nya företagets direktör med Max Gerner i ledningen, som teknisk chef utsågs Hans Gustav Röhr från Adler-Weke. Tillsammans med ingenjör Walter Schilo som tidigare arbetat vid Siemens & Halskes Werksflugerprobung konstruerade man det lätta flygplanet G IIRb. Redan till de tyska flygtävlingarna Deutschlandsflug i juni 1934 var flygplanet klart för att delta i tävlingen.
Efter att ett haveri inträffat med två fatala skador inledde RLM en haveriutredning och ett flygförbud för typen infördes. Efter att hela flygplanet konstruerats om släpptes det ut på marknaden som G IIRc senvintern 1935. På grund av stora order av transport och pansarfordon från Adler-Weke till den tyska krigsmakten upphörde samarbetet mellan Gerner och Adler-Weke. Våren 1935 återuppstod Flugzeugbau Max Gerner som ett självständigt bolag för att delta i Luftwaffe uppbyggnad kort därefter tvingades verksamheten upphöra. 
Företaget registrerades på nytt 12 december 1940 som Flugzeugbau Max Gerner GmbH. Företagets verksamhet var nu tillverkning av komponenter till andra flygplanstillverkare samt en av Luftwaffes största reparationsverkstäder. Med sina fyra verkstäder och 1 386 anställda reparerade man över 120 DFS 230, 240 Me 109, 170 He 70 samt ett mindre antal av flera tyska flygplan som användes under andra världskriget. Reparationerna kunde vara omfattade då många flygplan var havererade, 80 Me 109-flygplan försågs med helt nya flygplanskroppar. I slutet av kriget drabbades man av bombangrepp och verksamheten tvingades flytta till provisoriska lokaler. Företagets verksamhet upphörde i mars 1945 när lokalerna intogs av amerikanska soldater. 